# Federazione calcistica del Qatar
La Federazione calcistica del Qatar (in arabo الاتحاد القطري لكرة القدم‎?, in inglese Qatar Football Association, acronimo QFA) è l'organo che governa il calcio in Qatar. 
Organizza il campionato qatariota di calcio, la Coppa dell'Emiro del Qatar, la Coppa di Qatar, la Coppa dello Sceicco Jassem e la Coppa delle Stelle del Qatar.

## Storia
L'avvento del calcio in Qatar risale al 1946 con l'arrivo delle prime compagnie petrolifere nel Paese. La popolarità del nuovo gioco si espanse immediatamente e portò alla costituzione della Federazione calcistica contestualmente alla creazione della prima squadra di calcio del Qatar, l'Al Najah, nel 1950. A differenza di oggi l'organizzazione mancava di competenza ed esperienza, pertanto le partite venivano organizzate tramite accordi verbali o semplicemente scrivendo una lettera. Convenzionalmente era responsabilità della squadra organizzatrice procurarsi la coppa che sarebbe stata messa in palio al termine della manifestazione. 
Il Torneo Izzadeen, disputato a Dukhan nel 1951, fu il primo rudimentale torneo di calcio qatariota, svoltosi sotto la supervisione della Qatar Oil Company. Nonostante la partecipazione di diverse squadre di Doha - tra cui l'Al Najah - il Dukhan, squadra ospitante, riuscì ad aggiudicarsi il trofeo.
Dal 1957, una cordata di sceicchi e petrolieri tra cui Hitmi Al Hitmi, Majed bin Saad e Khalifa Al Mutawah, decisero di dare vita ad un campionato non ufficiale; esso prese il nome di Pukett Cup - la cui prima edizione fu vinta dall'Al Najah - e durò fino alla stagione 1972-1973, quando il campionato cambiò nome in Qatar Stars League e divenne ufficiale.

## Calciomercato
Sia a livello locale che regionale, le norme ed i regolamenti inerenti ai trasferimenti dei giocatori non erano molto restrittive. Ad un calciatore erano infatti necessarie solo una lettera di dimissioni e 10 rupie per passare da un club all'altro. Questo sistema poco impegnativo restò in vigore fino al 1962.

## Controversie sulla leadership
Abd Al-Rahman al-Nuaimi, ex presidente della Qatar Football Association, è stato ricollegato a vari gruppi terroristici, tra cui al-Qaida e Asbat an-Ansar. Nel 2013, il Dipartimento del Tesoro ha etichettato l'ex capo della QFA come Specially Designated Global Terrorist (SDGT) per il suo ruolo nel trasferimento di fondi da donatori qatarioti ad al-Qaida e Al-Shabaab. Lo stesso organo statunitense ha inoltre accusato al-Nuaimi di aver supervisionato "per un periodo di tempo" il trasferimento di oltre 2 milioni di dollari al mese ad al-Qaida, in Iraq.
Il sostituto di al-Nuaimi e attuale presidente della Federazione calcistica del Qatar, lo sceicco Hamad bin Khalifa bin Ahmed al-Thani, è stato anch'egli accusato di essere legato a organizzazioni terroristiche. Secondo alcune fonti, nell'aprile 2013 lo sceicco Hamad, che non aveva alcun titolo ufficiale se non quello di presidente della QFA, ha incontrato il primo ministro di Hamas Ismail Haniyeh per discutere di "rapporti Qatar-Hamas". Ismail Haniyeh fu un sostenitore dei conflitti armati contro Israele, fra cui erano presenti obiettivi civili, e definì Osama bin Laden come "un guerriero arabo santo".
Mohamed bin Hammam, presidente della QFA dal febbraio 1992 al 1996, fu coinvolto in una serie di polemiche. Il 23 luglio 2011, il Comitato Etico della FIFA lo squalificò a vita da qualsiasi attività calcistica dopo averlo giudicato colpevole di corruzione. Nonostante la squalifica fosse stata annullata l'anno successivo, Bin Hamman ne subì un'altra nel dicembre 2012 per conflitto di interessi, sorto mentre era presidente della Asian Football Confederation.

## Controversie aggiuntive
La QFA è stata accusata di aver assunto lavoratori migranti per riempire gli stadi vuoti durante la Qatar Stars League, pagandoli un dollaro all'ora per "sedersi negli stadi e far finta di divertirsi". La diffusione di fan pagati fu giustificata come "ragione significativa" per il basso tasso di partecipazione calcistica tra i cittadini qatarioti. Secondo un recente sondaggio, solo un terzo dei 1.079 residenti in Qatar intervistati avevano partecipato ad una partita di calcio durante la stagione precedente. I risultati del sondaggio, pubblicati dal Ministero della Pianificazione dello Sviluppo e Statistica del Qatar gettarono dubbi sulle speculazioni che affermavano che ogni cosa in Qatar "ruota intorno a questo sport".
La nazionale qatariota è conosciuta anche per naturalizzare i giocatori provenienti da nazioni straniere, ad esempio Sebastián Soria e Luiz Júnior.